# Fanla
Fanla ist ein kleines Dorf im Norden von Ambrym, im Archipel Vanuatu in Melanesien, in der Provinz Malampa. Der einheimische Name ist Saanembur Lonbato.

## Geographie
Das Dorf liegt im Norden der Insel in der Nähe von Ranhor und Melbulbul, die eine Verbindung zur Nordküste bieten. Im Westen ist Linbul der nächst Küstenort.
Das Dorf ist ein so genanntes traditionelles Kastom, welches die traditionellen Werte hoch schätzt. Es hat etwa 250 Einwohner.

## Geschichte
Wanmelbu, ein legendärer Ortsgründer, legte die Häuptlingsränge fest, die noch immer in Gebrauch sind. Sein ältester Sohn, Tingtingru, hatte eine Traumvision von tams-tams (atingting), die zu einer Hauptkomponente der einheimischen Stammeskunst werden sollten.
Nach der Überlieferung sind alle Einwohner des Dorfes Nachfahren von Wanmelbu.

## Persönlichkeiten
- Magetafanla Roromal, ein Häuptling, der nach der Überlieferung James Cook gesehen haben soll. Kapitän Cook ist es auch, dem man die Namensgebung der Insel zuschreibt. Er habe bei der Überreichung eines Gastgeschenkes von Roromal, von einem ignam, die Worte am rêm („Hier ist dein yam“) gesagt. Daraus soll später der Name Ambrem, beziehungsweise Ambrym entstanden sein. Ein alter Name war Tumurin.
- Magekon Malmere, der erste Nachfolger des Ortsgründers.
- Bule Tainmal, der berühmteste Häuptling in der Geschichte der Insel. Er war gleichzeitig der von der Kolonialregierung anerkannte Assessor.[2]
- Tofor-kon Rengrengmal, der letzte Häuptling, der 1972 den höchsten Häuptlingsrang errang, gestorben 1999.

### Genealogie der Chiefs
- Golbahan
- Tanmonong Bariu Meto Bussumel
- Tanmonong Libu
- Magetafanla Roromal
- Magekon Malmere
- Bule Tainmal (? – 1972)
- Tofor Rengrengmal (1921–1999)
- Bonglibu César (1962)
- Ben Wiu Meltofor (1984)